# Gaëtan Siakinuu-Schmidt
Gaëtan Siakinuu-Schmidt (né le 6 avril 1974 à Nouméa) est un athlète français, spécialiste du lancer du javelot.

## Biographie
Il remporte deux titres de champion de France du lancer du javelot : en 1998 à Dijon, et en 2002 à Saint-Etienne où il établit la meilleure performance de sa carrière en 82,39 m. 

### Palmarès
- Championnats de France d'athlétisme :
  - vainqueur du lancer du javelot en 1998 et 2002.

### Records
| Épreuve           | Performance | Lieu          | Date            |
| ----------------- | ----------- | ------------- | --------------- |
| Lancer du javelot | 82,39 m     | Saint-Etienne | 14 juillet 2002 |